# 洛尼夫卡
49°42′38″N 24°43′13″E / 49.71056°N 24.72028°E
洛尼夫卡（烏克蘭語：Лонівка），是烏克蘭西部的村莊，隸屬利維夫州的利維夫區。該村面積0.78平方公里，海拔高度336米，2001年人口38，人口密度每平方公里48.72人。